# NGC 1297
NGC 1297 est une galaxie lenticulaire située dans la constellation de l'Éridan. Elle a été découverte par l'astronome américain Edward Barnard en 1885.

## Caractéristiques

### Distance
Sa vitesse par rapport au fond diffus cosmologique est de 1 436 ± 18 km/s, ce qui correspond à une distance de Hubble de 21,2 ± 1,5 Mpc (∼69,1 millions d'al).
À ce jour, trois mesures non basées sur le décalage vers le rouge (redshift) donnent une distance de 24,700 ± 5,587 Mpc (∼80,6 millions d'al), ce qui est à l'intérieur des valeurs de la distance de Hubble. 

### Morphologie
NGC 1297 a été utilisée par Gérard de Vaucouleurs comme une galaxie de type morphologique SA0+ pec dans son atlas des galaxies,.

## Groupe de NGC 1300
NGC 1297 fait partie du groupe de NGC 1300 compte au moins 4 galaxies. Outre NGC 1300, les autres galaxies du groupe sont PGC 12680 et ESO 549-5. Le groupe de NGC 1300 fait partie de l'amas de l'Éridan.